# Erul Heights
Die Erul Heights (englisch; bulgarisch Ерулски възвишения Erulski waswischenija) sind ein 8 km langes und im Gigen Peak bis zu 1092 m hohes Gebirge im Grahamlands auf der Antarktischen Halbinsel. Auf der Trinity-Halbinsel erstreckt es sich vom Benz-Pass in ostsüdöstlicher Richtung bis zur Smokinya Cove. Nach Süden wird es durch den Russell-East-Gletscher und nach Norden durch den Cugnot-Piedmont-Gletscher begrenzt. Der Prinz-Gustav-Kanal liegt südöstlich von ihm.
Deutsche und britische Wissenschaftler kartierten es 1996 gemeinsam. Die bulgarische Kommission für Antarktische Geographische Namen benannte es 2010 nach der Ortschaft Erul im Westen Bulgariens.